# Love & Evol
Love & Evol (stilizzato: LφVE & EVφL) è un album in studio del gruppo musicale giapponese Boris, pubblicato nel 2019.

## Tracce
Album 1: LφVE
1. Away from You – 7:36
2. Coma – 7:47
3. EVOL – 16:29

Album 2: EVφL
1. uzume – 8:31
2. LOVE – 6:46
3. In the Pain(t) – 3:40
4. Shadow of Skull – 11:23

## Formazione
- Takeshi – basso, chitarra, voce
- Wata – chitarra, voce, effetti, echo
- Atsuo – batteria, voce